# Fissidens grandifrons
Fissidens grandifrons là một loài Rêu trong họ Fissidentaceae. Loài này được Brid. mô tả khoa học đầu tiên năm 1806.